# Resolutie 1250 Veiligheidsraad Verenigde Naties
Resolutie 1250 van de Veiligheidsraad van de Verenigde Naties werd op 29 juni 1999 met unanimiteit aangenomen door de VN-Veiligheidsraad.

## Achtergrond
Nadat in 1964 geweld was uitgebroken tussen de Griekse en Turkse bevolkingsgroep op Cyprus stationeerden de VN de UNFICYP-vredesmacht op het eiland. Die macht wordt sindsdien om het half jaar verlengd. In 1974 bezette Turkije het noorden van Cyprus na een Griekse poging tot staatsgreep. In 1983 werd dat noordelijke deel met Turkse steun van Cyprus afgescheurd. Midden 1990 begon het toetredingsproces van (Grieks-)Cyprus tot de Europese Unie maar de EU erkent de Turkse Republiek Noord-Cyprus niet.

## Inhoud

### Waarnemingen
De Veiligheidsraad bevestigde alle eerdere resoluties over Cyprus, en vooral resolutie 1218. De Veiligheidsraad toonde zich verder bezorgd om het gebrek aan vooruitgang naar een politiek akkoord, en waardeerde de oproep van verschillende landen om in de herfst onderhandelingen te voeren onder leiding van de secretaris-generaal.

### Handelingen
De Veiligheidsraad bleef het initiatief van de secretaris-generaal om de spanningen in Cyprus te verminderen en tot vooruitgang te komen steunen. Gesprekken met beide partijen liepen nog steeds. Beide zijden hadden ook terechte zorgen die bij onderhandelingen aan bod moesten komen. De secretaris-generaal werd gevraagd hun leiders in de herfst uit te nodigen op dergelijke onderhandelingen.
Zij moesten komen onder volgende principes:
- Geen voorwaarden,
- Alle kwesties op tafel,
- Onderhandelen tot een akkoord is bereikt,
- Inachtneming van VN-resoluties en verdragen.

## Verwante resoluties
- Resolutie 1217 Veiligheidsraad Verenigde Naties (1998)
- Resolutie 1218 Veiligheidsraad Verenigde Naties (1998)
- Resolutie 1251 Veiligheidsraad Verenigde Naties
- Resolutie 1283 Veiligheidsraad Verenigde Naties

Lijst ·  1220 ·  1221 ·  1222 ·  1223 ·  1224 ·  1225 ·  1226 ·  1227 ·  1228 ·  1229 ·  1230 ·  1231 ·  1232 ·  1233 ·  1234 ·  1235 ·  1236 ·  1237 ·  1238 ·  1239 ·  1240 ·  1241 ·  1242 ·  1243 ·  1244 ·  1245 ·  1246 ·  1247 ·  1248 ·  1249 ·  1250 ·  1251 ·  1252 ·  1253 ·  1254 ·  1255 ·  1256 ·  1257 ·  1258 ·  1259 ·  1260 ·  1261 ·  1262 ·  1263 ·  1264 ·  1265 ·  1266 ·  1267 ·  1268 ·  1269 ·  1270 ·  1271 ·  1272 ·  1273 ·  1274 ·  1275 ·  1276 ·  1277 ·  1278 ·  1279 ·  1280 ·  1281 ·  1282 ·  1283 ·  1284